# Deporte mental

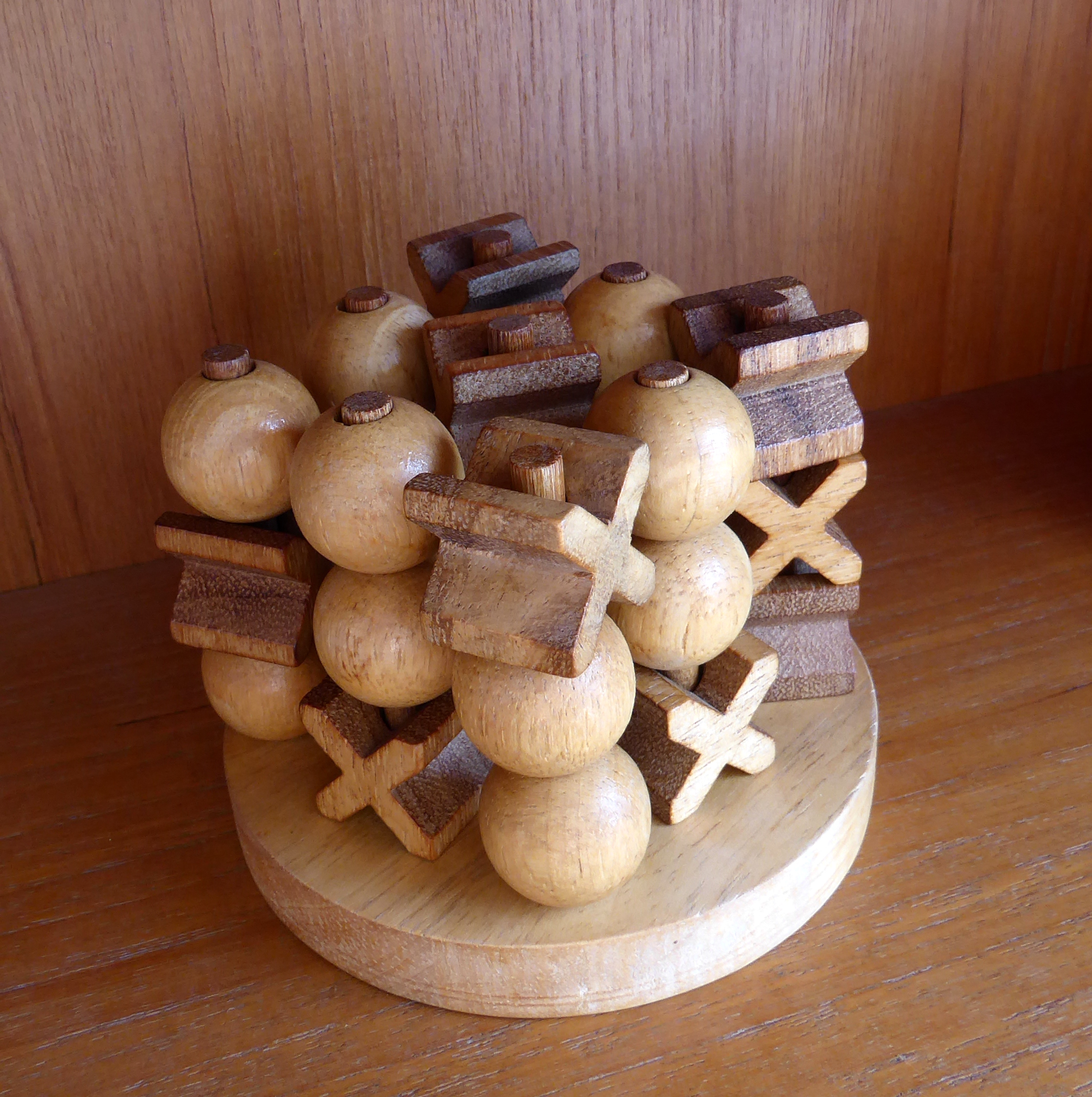
Deporte mental

Un deporte mental es un juego de habilidad basado en la capacidad intelectual.

## Etimología
El primer empleo del término se produjo tras la Olimpiada de Deportes Mentales (en inglés: Mind Sports Olympiad, MSO) celebrada en 1997 en Londres. La denominación «deporte mental» se había utilizado antes de dicho evento, como cuando Tony Buzan describió el backgammon como un deporte mental en 1996; Tony Buzan también fue cofundador de Mind Sports Olympiad y de otros organismos como el Consejo Mundial de Deportes de Memoria.
Este término se comenzó a utilizar en un afán por otorgar a los juegos el mismo estatus que los deportes. Por ejemplo, en 2002 el ministro británico de Deportes Richard Caborn afirmó:

[...] Creo que deberíamos tener la misma obligación con la agilidad mental que con la agilidad física. Los deportes mentales tienen que formar organismos nacionales en el Reino Unido y reunirse con el gobierno para idear una enmienda aceptable a la Ley de 1937 que diferencie claramente los deportes mentales de los juegos de mesa de salón.

Muchos de los organismos oficiales de los juegos que se habían reunido para la Olimpiada de Deportes Mentales formaron organizaciones más grandes, como el Concejo de Deportes Mentales (en inglés: Mind Sports Council) y la Asociación Internacional de Deportes Mentales (en inglés: International Mind Sports Association, IMSA). Con la IMSA organizando los Juegos Mundiales de Deportes Mentales en Pekín en 2008 para bridge, ajedrez, go, damas y xiangqi, muchos otros organismos han presionado para su inclusión, como la Federación Internacional de Póquer, que ganó membresía provisional en el evento anual de la SportAccord acontecido en Dubái en 2009.
El término también incluye disciplinas de cálculo mental o memoria tal como se presentan en competiciones internacionales como la Copa Mundial de Cálculo Mental (celebrada cada dos años desde 2004) y el Campeonato Mundial de Memoria (celebrado anualmente desde 1991).

## Juegos denominados deportes mentales
Además de los juegos de mesa y de cartas, otras disciplinas que también han sido descritas como deportes mentales son la lectura rápida, la programación competitiva y los juegos de guerra de ciberseguridad. Otros eventos que se han incluido donde el elemento físico es comparable al componente mental, como cuando el organismo oficial Mind Sports South Africa aceptó la redacción de mensajes de texto rápidos como un deporte mental.